# Chloe Kim
Chloe Kim (født 23. april 2000) er en amerikansk snowboarder og olympisk mester. Ved Vinter-OL 2018 i Pyeongchang blev hun den yngste kvinde nogensinde til at vinde i snowboarding i konkurrencen snowboard halfpipe, i en alder af kun 17 år.
Ved Kims første Vinter-OL i Pyeongchang i 2018, vandt hun hendes første olympiske guldmedalje i Halfpipe-finalen for kvinder. Hendes første score var 93,75 point, hvilket var 8,5 point foran andenpladsen. Hendes sidste score i halfpipe var tæt på en perfekt score med 98,25 point. Hun var næsten 10 point foran Liu Jiayu, som blev nummer 2. Kim blev også den yngste kvinde til nogensinde at lande to 1080-graders spins, to gange i træk ved OL. I en alder af 17 blev hun den yngste kvinde, der nogensinde vandt guld ved OL i halfpipe, og overgik den tidligere rekordholder, Kelly Clark, som ellers havde vundet guld, da hun var 19.
Ved Vinter-OL 2022 i Beijing, blev Kim så den første kvinde til at vinde to guldmedaljer i snowboard halfpipe. Hun har desuden vundet guld ved X-Games seks gange og hun blev desuden også den første kvinde til at vinde to guldmedaljer de Ungdomsolympiske lege ved Ungdomsvinter-OL 2016 i Lillehammer.
Kim var dog for ung til at deltage ved Vinter-OL 2014 i Sotji. Til gengæld vandt hun en sølvmedalje i superpipe ved Winter X Games i 2014, bag stjernen Kelly Clark. I 2015 vandt hun så endelig guld i superpipen ved Winter X Games, hvorved hun tog guldet foran Clark. Med denne sejr blev Kim i en alder af 14 den yngste guldvinder, indtil hun mistede rekorden til estiske Kelly Sildaru, som vandt guld i 2016 i en alder af 13. Ved Ungdomsvinter-OL 2016 i Lillehammer, var Kim udnævnt som USA's officielle fanebærer ved åbningsceremonien.
Kim var desuden med i Time Magazine's 100 Most Influential People of 2018.

## Statsborgerskab
Kim er andengenerations koreansk-amerikaner; hendes forældre, Boran Yun Kim og Jong Jin Kim, emigrerede fra Sydkorea under landets autoritære æra. Hendes far ankom først med kun $800 i kontanter og arbejdede i mindstelønsjob, og fik til sidst en universitetsgrad på El Camino College i fremstillingsteknologi. Til sidst sagde han sit job op for at hjælpe sin datter med at fortsætte sin snowboardkarriere.

## Eksterne links
- Wikimedia Commons har flere filer relateret til Chloe Kim
- Chloe Kims opslag i Munzinger Sportsarchiv (tysk)
- Chloe Kims profil på Olympics.com (engelsk)
- Chloe Kims profil på Olympic.org (arkiveret) (engelsk)
- Chloe Kims profil på Olympedia (engelsk)
- Chloe Kims profil hos USA's Olympiske Komité
- Chloe Kims profil hos FIS (freestyle) (engelsk)
- Chloe Kims profil hos FIS (snowboard) (engelsk)